# Herb Českiego Krumlova

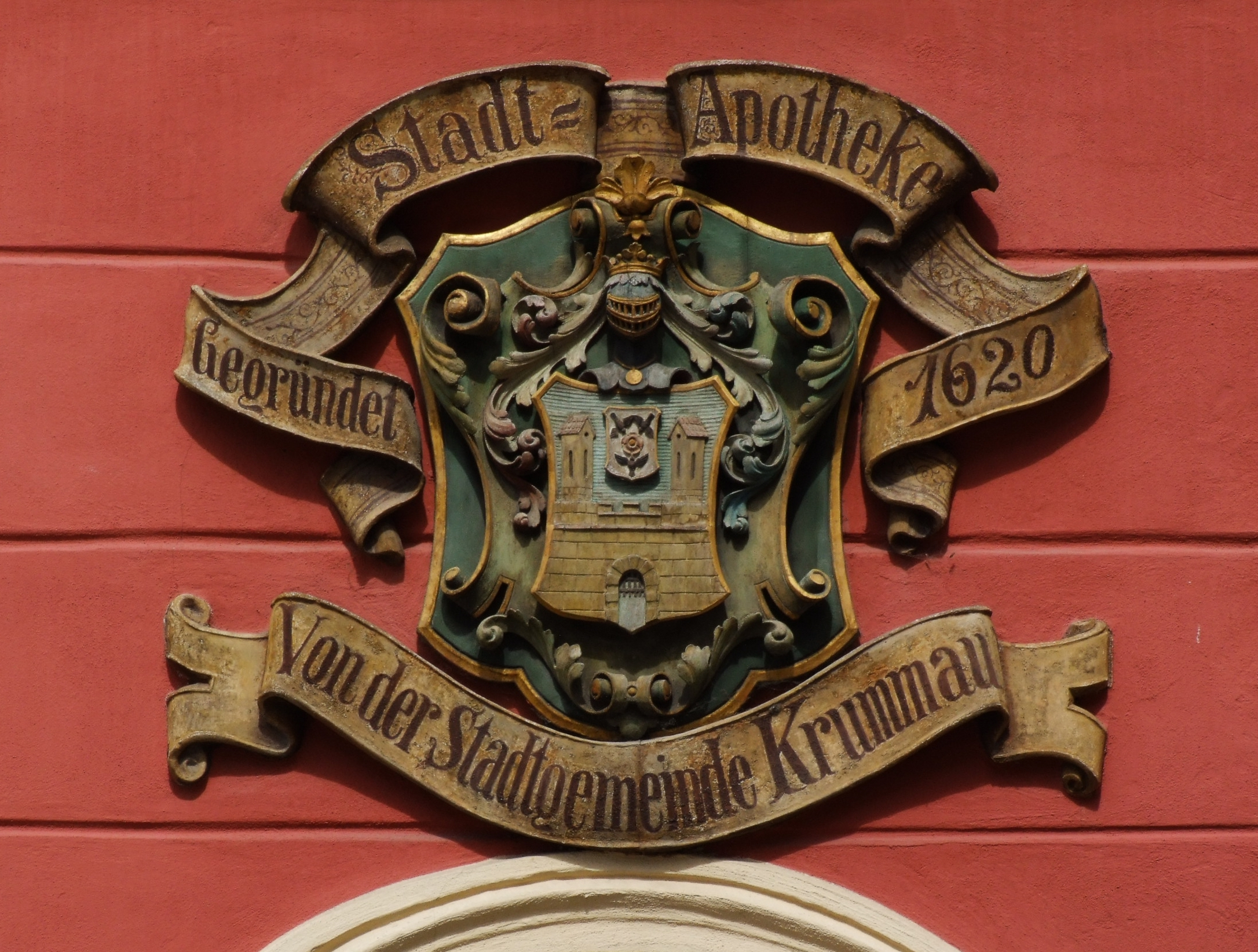
Herb na starym szyldzie apteki

Herb miasta Český Krumlov został nadany przez Jana Kristiána z Eggenbergu, dekretem 15 kwietnia 1671. Wraz z potwierdzeniem przywilejów miejskich symbol miasta został zmodyfikowany  .
Przedstawia w niebieskim polu srebrny mur obronny z otwartą bramą miejską i podniesionymi brązowymi drewnianymi prętami z czarnymi metalowymi kolcami. Po bokach nad murem widoczne są dwie wieże z czerwonymi dachami, w każdej z nich wąskie wysokie okno. Pomiędzy nimi umieszczono srebrną tarczę herbową z czerwoną pięciopłatkową różą ze złotym środkiem i zielonymi listkami, którą trzymają w dziobach trzy czarne ptaki skierowane w kierunku centrum z rozpostartymi skrzydłami. Taka róża charakterystyczna jest dla tzw. miast róży, należących w przeszłości do rodu Rosenberg (Rožmberkové)  .
Duża wersja herbu posiada także hełm heraldyczny z klejnotem (czerwona róża) oraz z czerwono-niebiesko-srebrnymi labrami  .
Herb Českiego Krumlova swoim wyglądem zbliżony jest do herbu Prudnika. Oba miasta powstały w tym samym czasie, a ich właścicielem był Henryk z Rożemberka.